# Deparia heterophlebia
Deparia heterophlebia là một loài dương xỉ trong họ Athyriaceae. Loài này được Mett. ex Baker R. Sano mô tả khoa học đầu tiên năm 2000.